# George Swindin
George Swindin (* 4. Dezember 1914 in Campsall, Yorkshire; † 27. Oktober 2005 in Kettering) war ein englischer Fußballspieler und Fußballtrainer.
Der Torwart George Swindin wurde 1934 bei Bradford City Fußballprofi. 1936 wechselte er für £4,000 zum FC Arsenal. In seinen ersten beiden Jahren musste er sich noch mit zwei anderen Keepern abwechseln und sein Spiel war noch von Nervosität geprägt. Trotzdem wurde er 1938 mit Arsenal Meister.
Im Zweiten Weltkrieg war Swindin als Ausbilder tätig. Nach dem Krieg war er sechs Jahre lang unumstrittener Stammtorhüter der „Gunners“. 1948 konnte er seine zweite Meisterschaft feiern. 1950 kam ein FA-Cup-Sieg gegen den FC Liverpool hinzu. 1952 verlor er im Finale gegen Newcastle United. In der Saison 1952/53 verlor Swindin seinen Stammplatz, konnte jedoch mit 14 Einsätzen dazu beitragen, dass Arsenal erneut – für Swindin zum dritten Mal – Meister wurde.
Trotz langjähriger konstanter Leistungen wurde Swindin nie ins Nationalteam berufen.
1954 wechselte Swindin zu Peterborough United und wurde dort Spielertrainer. Legendär wurde der Auftritt im FA-Cup in der Saison 1956/57, der Peterborough bis in die vierte Runde brachte. Zwischen 1956 und 1958 gewann Swindin mit Peterborough drei Midland-League-Titel in Folge. Mit diesen Ergebnissen war der Grundstein dafür gelegt, dass Peterborough 1960 ins Profilager wechseln konnte.
Ab 1958 trainierte Swindin seinen langjährigen Verein Arsenal und wurde im ersten Jahr mit dem Verein Dritter. Er blieb Trainer bis 1962, konnte aber nicht mehr über das Mittelmaß hinauskommen. Nach einem kurzen Abstecher zu Norwich City trainierte er von 1962 bis 1964 Cardiff City.
In seinen letzten Jahren litt er an der Alzheimer-Krankheit.